# Студёное (Вологодская область)
Студёное — деревня в Великоустюгском округе Вологодской области.
Входила в состав упразднённого Опокского сельского поселения (до 2014 года входила в Стреленское сельское поселение), с точки зрения административно-территориального деления — в Стреленский сельсовет. Расположена при федеральной автодороге А123.
Расположена на правом берегу реки Стрельны. Расстояние по автодороге до окружного центра Великого Устюга — 54 км, до территориального отдела в Полдарсе — 10,3 км. Ближайшие населённые пункты — Братское, Анохинское, Нижнее Анисимово.
По переписи 2002 года население — 15 человек, численность фактически проживающего населения на 2023 год — 2 человека.